# Kostel svatého Ducha (Chomutov)
Špitální kostel svatého Ducha v Chomutově stojí v Hálkově ulici. Je chráněn jako kulturní památka České republiky.
Chrám svatého Ducha je v užívání české pravoslavné církve, která zde v neděli slouží Božskou liturgii.

## Historie
Původní špitální kostel byl založen v 16. století, přičemž několikrát vyhořel. Poprvé se tak stalo v roce 1598 a na jeho místě protestanti postavili vlastní kostelík. I ten však v letech 1638 a 1642 vyhořel, brzy byl ale opět obnoven. Po rekatolizaci, od roku 1664, v něm byla umístěna socha Panny Marie, kterou údajně získal jeden chomutovský měšťan darem od jakéhosi míšeňského rytíře. Záhy začala být uctívána chomutovskými měšťany, jak o tom svědčily četné děkovné nápisy, a na mariánské svátky byly pořádány poutě. Ohni však neunikl ani tento kostel. Po posledním požáru v roce 1774 musel být postaven znovu, k čemuž došlo v letech 1778–1781.
Kostel byl původně filiálním kostelem chomutovské římskokatolické farnosti. Ve 20. století byl převeden do majetku pravoslavné církve, která v něm slouží bohoslužby.

## Architektura
Kostel je orientovaný, jednolodní. Loď je sklenuta třemi poli plackové klenby do pásů. Má hudební kruchtu se zvlněnou poprsnicí. Presbytář je zevně polygonální, uvnitř segmentově uzavřený. Po jižní straně se nachází sakristie, která má v klenbě placku a oratoř v patře. Stěny kostela jsou členěny pilastry s kompozitními hlavicemi a architrávem a římsou.

## Vybavení
Hlavní oltář je rokokový. Je na něm tabernákl s menzou ze štukolustra a je vybaven anděly a obrazem Seslání Ducha Svatého. Dva postranní oltáře jsou také rokokové. Je zde dřevěná polychromovaná socha sv. Václava, která pochází z 2. poloviny 18. století. Obraz sv. Stanislava Kostky pochází z 1. poloviny 18. století a obraz Ukřižovaného z období kolem roku 1800.